# Kayan (rivier)
De Kayan is een rivier op het eiland Borneo, in de Indonesische provincie Noord-Kalimantan, ongeveer 1600 km ten noordoosten van de hoofdstad Jakarta. Een van de zijrivieren is de Bahau.

## Stroomgebied
De Kayan ontspringt bij de berg Ukeng en mondt uit in de Celebeszee. De rivier heeft een lengte van ongeveer 576 km. Het stroomgebied beslaat het Nationaal park Kayan Mentarang en doorkruist de plaats Tanjung Selor. De monding van de rivier heeft een grote delta.
Het stroomgebied van de Kayan heeft een oppervlakte van 36.993,71 km² met een vorm die stroomopwaarts breder wordt en stroomafwaarts in het midden smaller. De Kayan doorkruist de regentschappen Malinau en Bulungang. De bovenloop van de rivier ligt bij het dorp Long Ampung. De riviermonding ligt in Tanjung Palas Tengah.